# Ameletus vernalis
Ameletus vernalis är en dagsländeart som beskrevs av Mcdunnough 1924. Ameletus vernalis ingår i släktet Ameletus och familjen Ameletidae. Inga underarter finns listade i Catalogue of Life.